# 167208 Lelekovice
167208 Lelekovice è un asteroide della fascia principale. Scoperto nel 2003, presenta un'orbita caratterizzata da un semiasse maggiore pari a 2,6461364 UA e da un'eccentricità di 0,1860713, inclinata di 4,76840° rispetto all'eclittica.
L'asteroide è dedicato all'omonima località della Repubblica Ceca.